# Ancistrosoma farinosum
Ancistrosoma farinosum är en skalbaggsart som beskrevs av Sallé 1849. Ancistrosoma farinosum ingår i släktet Ancistrosoma och familjen Melolonthidae. Inga underarter finns listade i Catalogue of Life.